# Rakovnica
Rakovnica – wieś (obec) na Słowacji położona w kraju koszyckim, w powiecie Rożniawa. Pierwsze wzmianki o miejscowości pochodzą z roku 1327. Miejscowość znajduje się w dolinie potoku o nazwie Honský potok, na granicy dwóch regionów geograficznych: Pogórze Rewuckie (Revucká vrchovina) i Kras Słowacki (Slovenský kras).
Według danych z dnia 31 grudnia 2012, wieś zamieszkiwało 601 osób, w tym 310 kobiet i 291 mężczyzn.
W 2001 roku rozkład populacji względem narodowości i przynależności etnicznej wyglądał następująco:
- Słowacy – 97,04%
- Czesi – 0,33%
- Romowie – 0,16%
- Węgrzy – 2,3%

Ze względu na wyznawaną religię struktura mieszkańców kształtowała się w 2001 roku następująco:

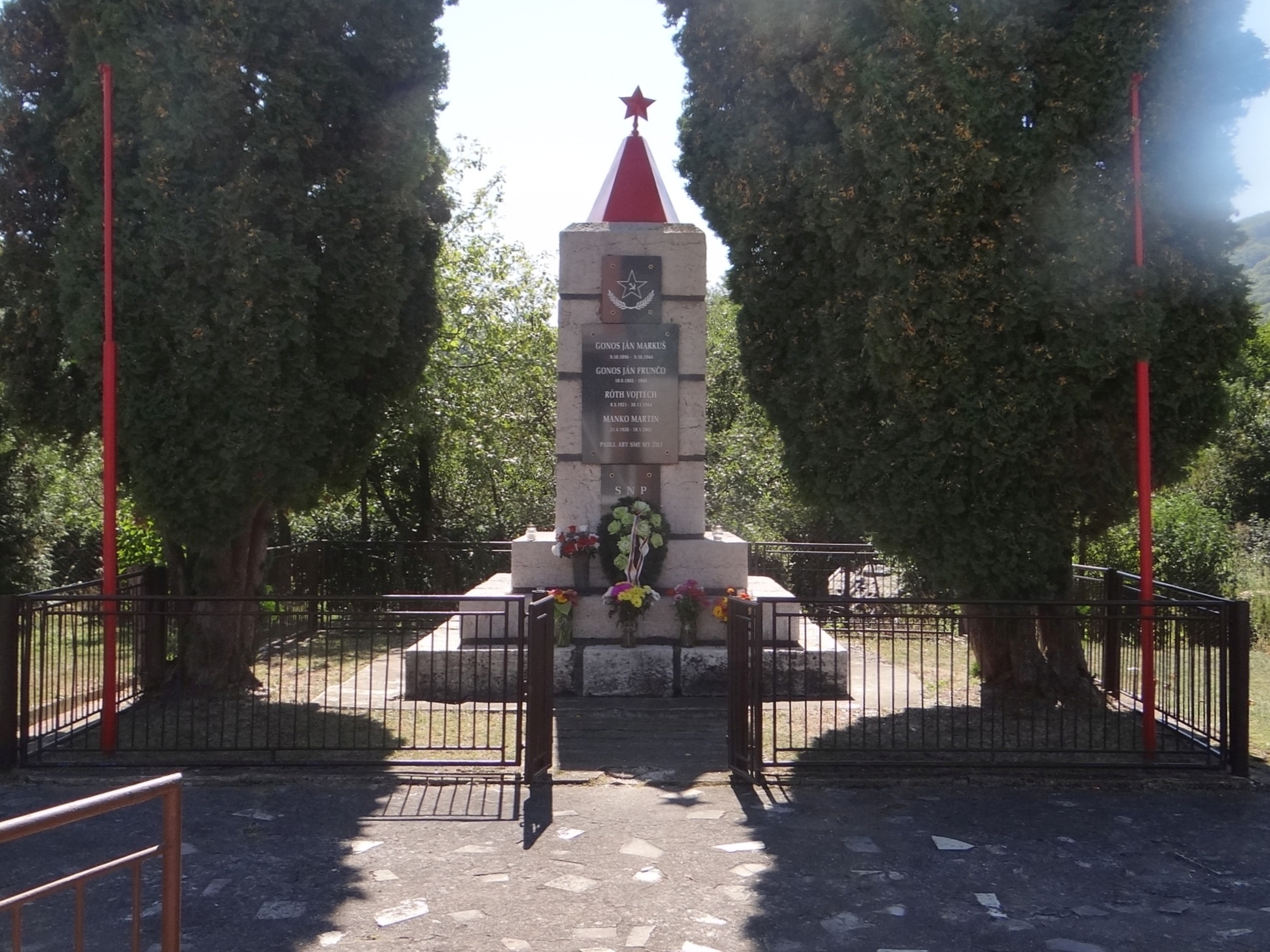
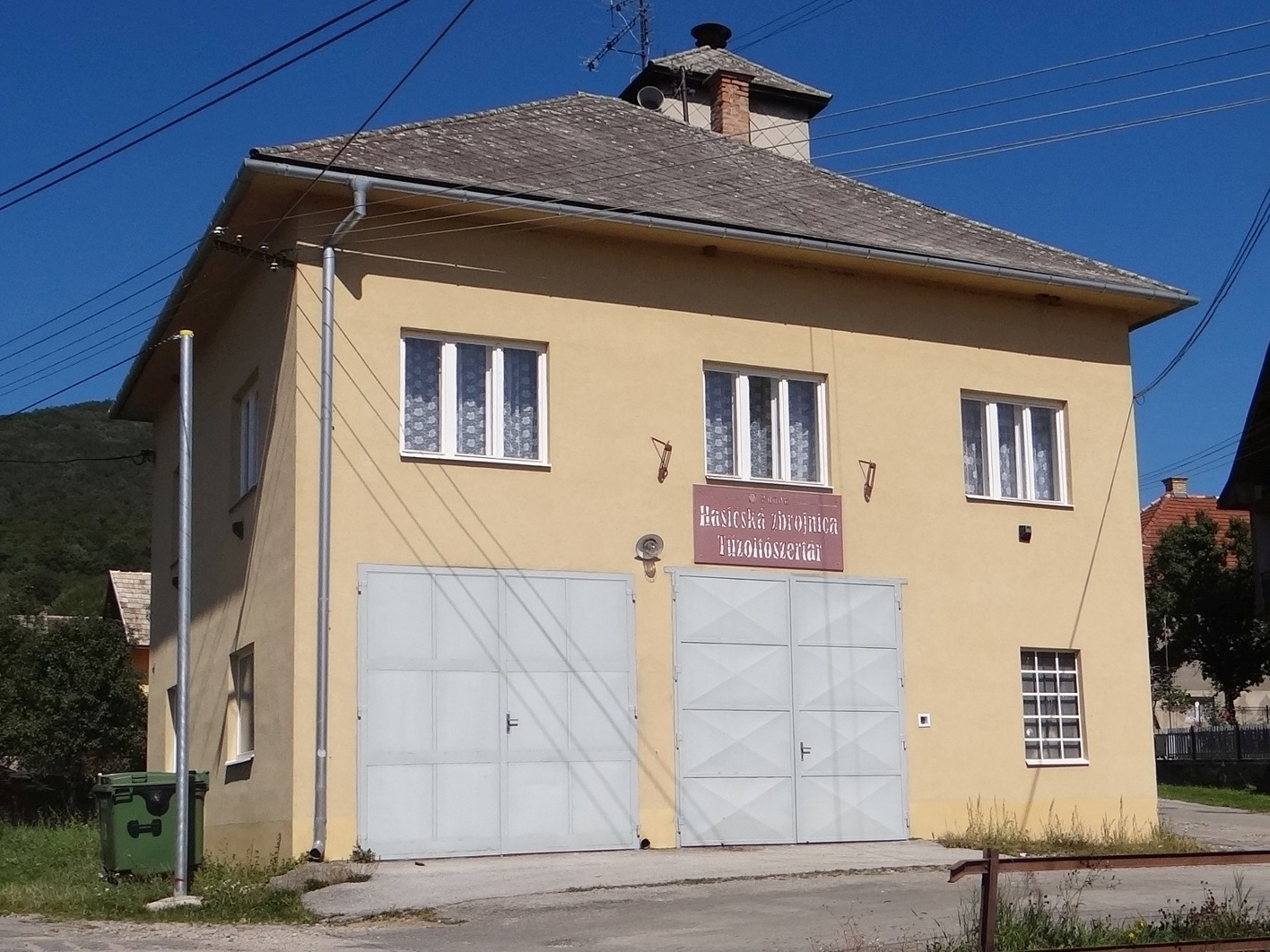
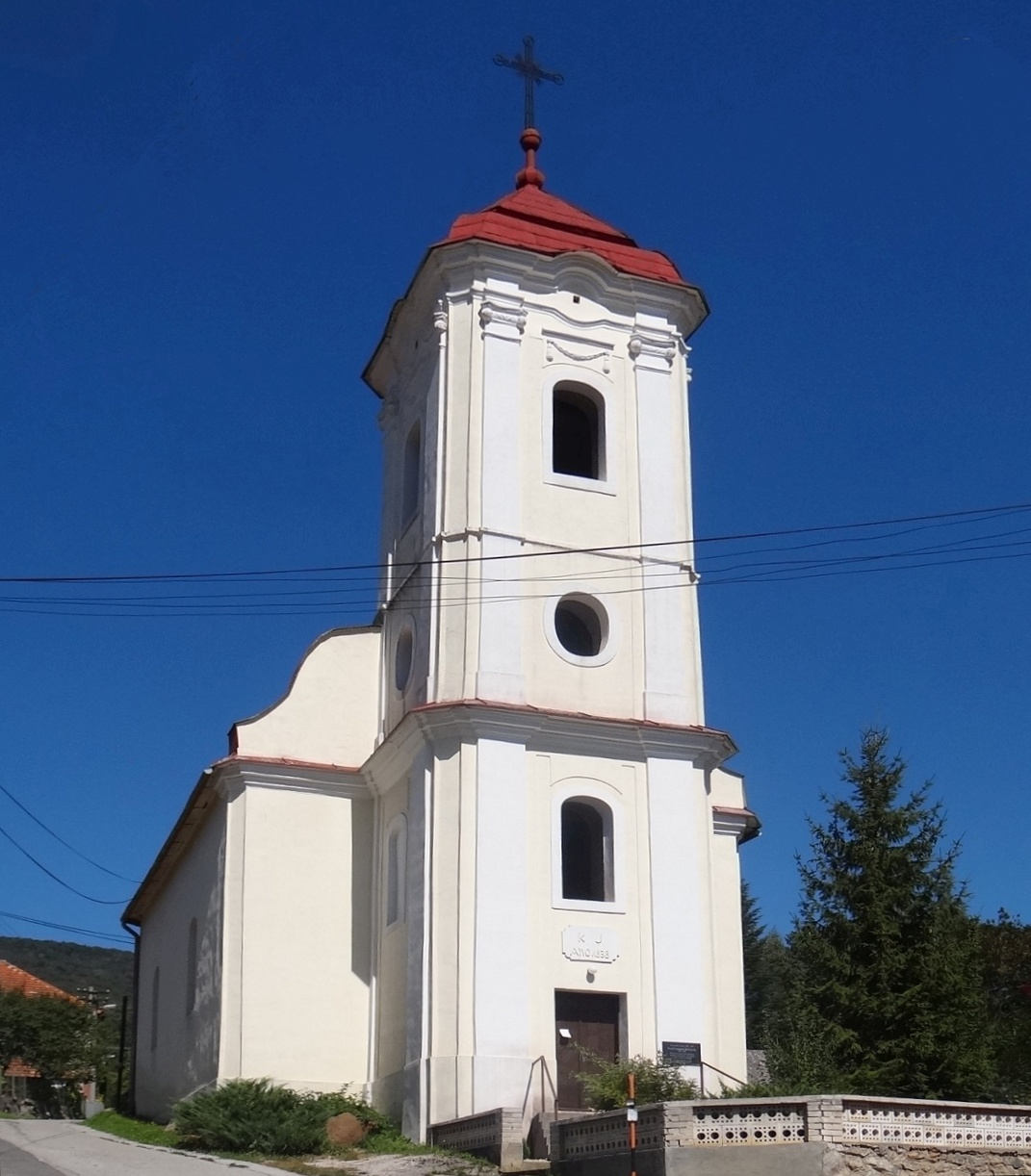
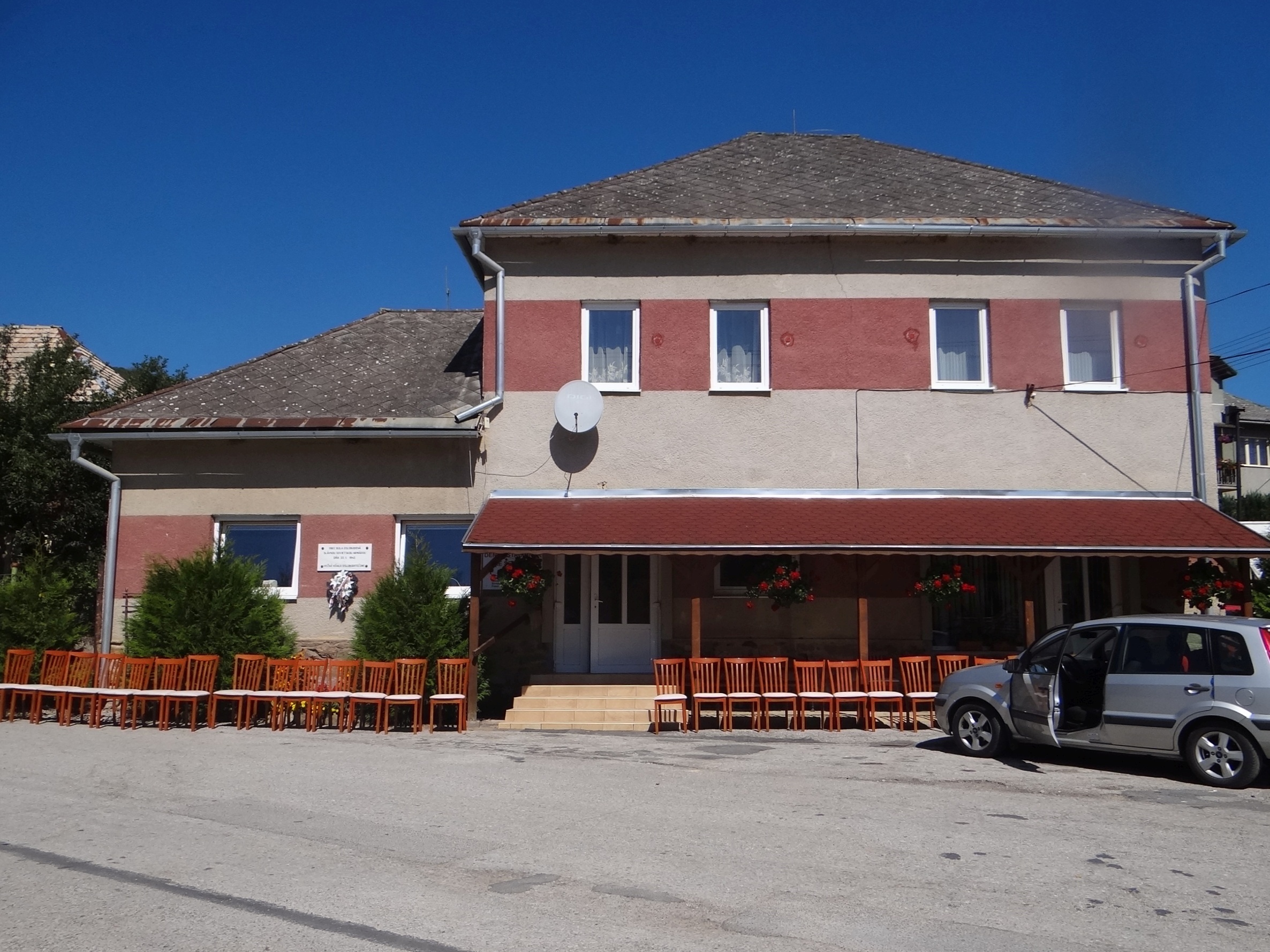

- Katolicy rzymscy – 18,59%
- Grekokatolicy – 0,82%
- Ewangelicy – 36,35%
- Prawosławni – 0,16%
- Ateiści – 36,84%
- Nie podano – 6,25%